# 平安朝香道
平安朝香道（へいあんちょうこうどう）は、平安朝楽舎の長谷川景光が2005年（平成17年）に創設した香道の流派である。博物館とのコラボ企画などを実施した。